# Кафана Паун
Кафана Паун је стара кафана која се налазила у Београду. Адреса кафане била је Краља Милана 80 (одмах до хотела Лондон)

## Историјат
Кафана Пун била је ниска приземна стара кућа, која се налазила у улици Краља Милана 80, а касније број 30 и 28, одмах поред хотела Лондон.  
Кафана се први пут помиње 1860. године, али без назива. Кфана Паун добија име 1880. године и тај назив је задржала до иза Првог светског рата. Била је веома добра кафана која је служила српске специјалитете као и посна јела. Сваког петка служила се рибља чорба, фиш-паприкаш и и печена риба.
Име је променила у кафану Американац током 1920-тих година и постала је  пивница.
Током 1933/34. године кафана је затворена и у тај простор уселила се продавница ципела београдске фабрике Бостон.

## Власници
- Милутин Остојић 1860.
- Стеван Марковић 1912.
- Драга Трнинић 1922.

## Кафеџије
- Јован Николић 1860.
- Мијаило Јнаковић 1892-1897.
- Ђока Поповић 1899.
- Новица Милићевић 1912.
- Милутин Стојичевић 1930.